# Países Bajos en los Juegos Olímpicos de Tokio 2020
Los Países Bajos estuvieron representados en los Juegos Olímpicos de Tokio 2020 por un total de 277 deportistas que compitieron en 25 deportes. Responsable del equipo olímpico fue el Comité Olímpico Neerlandés, así como las federaciones deportivas nacionales de cada deporte con participación.
Los portadores de la bandera en la ceremonia de apertura fueron el atleta Churandy Martina y la practicante de skateboarding Keet Oldenbeuving.

## Medallistas
El equipo olímpico de los Países Bajos obtuvo las siguientes medallas:
| Nombre                                                                 | Deporte             | Competición                 |
| ---------------------------------------------------------------------- | ------------------- | --------------------------- |
| Oro                                                                    |                     |                             |
| Sifan Hassan                                                           | Atletismo           | 5 000 m F                   |
| Sifan Hassan                                                           | Atletismo           | 10 000 m F                  |
| Niek Kimmann                                                           | Ciclismo BMX        | Carrera M                   |
| Harrie Lavreysen                                                       | Ciclismo en pista   | Velocidad individual M      |
| Roy van den Berg Harrie Lavreysen Jeffrey Hoogland Matthijs Büchli     | Ciclismo en pista   | Velocidad por equipos M     |
| Shanne Braspennincx                                                    | Ciclismo en pista   | Kerin F                     |
| Annemiek van Vleuten                                                   | Ciclismo en ruta    | Contrarreloj F              |
| Equipo                                                                 | Hockey sobre hierba | Torneo F                    |
| Dirk Uittenbogaard Abe Wiersma Tone Wieten Koen Metsemakers            | Remo                | Cuatro scull (M4X) M        |
| Kiran Badloe                                                           | Vela                | RS:X M                      |
| Plata                                                                  |                     |                             |
| Abdi Nageeye                                                           | Atletismo           | Maratón M                   |
| Liemarvin Bonevacia Terrence Agard Tony van Diepen Ramsey Angela       | Atletismo           | 4×400 m M                   |
| Anouk Vetter                                                           | Atletismo           | Heptatlón F                 |
| Jeffrey Hoogland                                                       | Ciclismo en pista   | Velocidad individual M      |
| Tom Dumoulin                                                           | Ciclismo en ruta    | Contrarreloj M              |
| Annemiek van Vleuten                                                   | Ciclismo en ruta    | Ruta F                      |
| Arno Kamminga                                                          | Natación            | 100 m braza M               |
| Arno Kamminga                                                          | Natación            | 200 m braza M               |
| Sharon van Rouwendaal                                                  | Natación            | 10 km F                     |
| Melvin Twellaar Stefan Broenink                                        | Remo                | Doble scull (M2X) M         |
| Elisabeth Hogerwerf Karolien Florijn Ymkje Clevering Veronique Meester | Remo                | Cuatro sin timonel (W4-) F  |
| Gabriela Schloesser Steve Wijler                                       | Tiro con arco       | Equipo mixto                |
| Bronce                                                                 |                     |                             |
| Sifan Hassan                                                           | Atletismo           | 1500 m F                    |
| Femke Bol                                                              | Atletismo           | 400 m vallas F              |
| Emma Oosterwegel                                                       | Atletismo           | Heptatlón F                 |
| Nouchka Fontijn                                                        | Boxeo               | Medio (69–75 kg) F          |
| Merel Smulders                                                         | Ciclismo BMX        | Carrera F                   |
| Harrie Lavreysen                                                       | Ciclismo en pista   | Keirin M                    |
| Kirsten Wild                                                           | Ciclismo en pista   | Ómnium F                    |
| Anna van der Breggen                                                   | Ciclismo en ruta    | Contrarreloj F              |
| Maikel van der Vleuten (Beauville Z)                                   | Hípica              | Salto individual            |
| Sanne van Dijke                                                        | Judo                | –70 kg F                    |
| Roos de Jong Lisa Scheenaard                                           | Remo                | Doble scull (W2X) F         |
| Marieke Keijser Ilse Paulis                                            | Remo                | Doble scull ligero (LW2X) F |
| Marit Bouwmeester                                                      | Vela                | Laser Radial F              |
| Annemiek Bekkering Annette Duetz                                       | Vela                | 49er FX F                   |